# Leo Wilden
Leo Wilden (3. juli 1936 – 5. maj 2022) var en tysk fodboldspiller (forsvarer).
Han startede karrieren med ni sæsoner hos FC Köln og spillede efterfølgende tre år i Bayer Leverkusen. Med Köln vandt han i både 1962 og 1964 det tyske mesterskab.
Wilden spillede desuden 15 kampe for det vesttyske landshold. Han deltog for sit land ved VM i 1962 i Chile, men var dog ikke på banen i turneringen.

## Titler
Bundesligaen
- 1962 og 1964 med FC Köln